# Kvinnliga Medborgarskolan

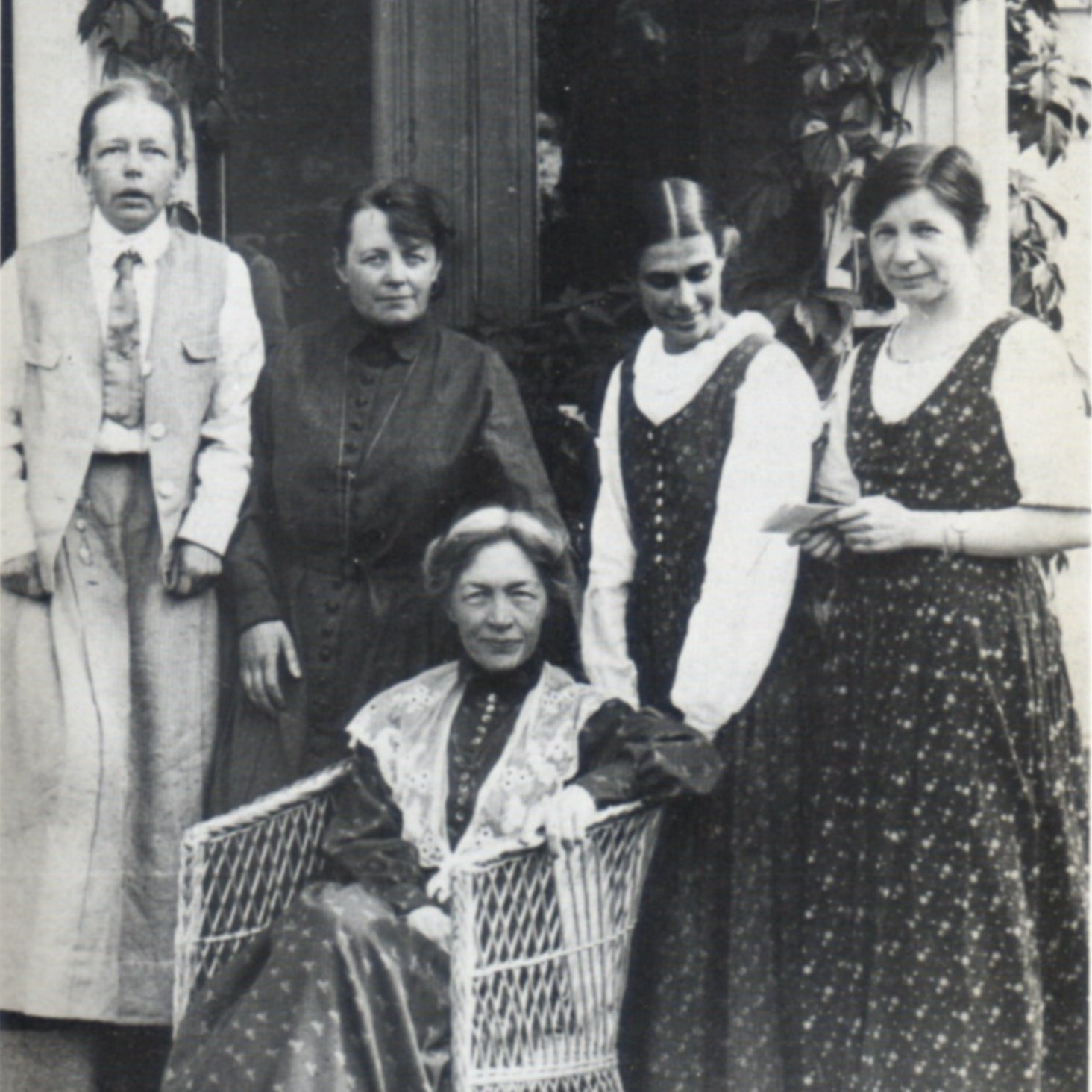
Fondatrices

Kvinnliga Medborgarskolan est une école pour femmes qui a ouvert ses portes en 1925 en Suède. Le projet est d'instruire les femmes venant de tout horizon, quels que soient leur origine et leur milieu social. Les fondateurs à l'œuvre de cette initiative sont la propriétaire du domaine où se trouve l'école, Elisabeth Tamm, députée, ainsi que l'éducatrice Honorine Hermelin, la députée Kerstin Hesselgren, le docteur Ada Nilsson, elles sont parmi les cinq premières femmes élues en 1921 au Riksdag, en plus de l'écrivaine Elin Wägner. L'objectif est d'intégrer des connaissances politiques, des matières théoriques comme l'histoire, l'éducation civique et la psychologie pratique. L'objectif est d'œuvrer pour une progression des droits de la femme dans un but féministe. L'école fermera finalement en 1954.

## Localisation
La Kvinnliga Medborgarskolan se trouve sur le domaine de Fogelstad dans la province du Södermanland située en Suède.